# Amoea fulva
Amoea fulva är en insektsart som beskrevs av Navás 1931. Amoea fulva ingår i släktet Amoea och familjen fjärilsländor. Inga underarter finns listade i Catalogue of Life.